# Casa del Mutilato (Pordenone)
La Casa del Mutilato di Pordenone è un edificio storico situato in Piazza XX Settembre, nel centro della città friulana. Rappresenta un esempio di architettura del periodo fascista in stile Littorio.

## Storia
L'edificio venne costruito fra il 1935 e il 1937 su iniziativa del presidente della sezione pordenonese dell'Associazione nazionale mutilati e invalidi di guerra (ANMIG), il reduce di guerra Mario Pupin. Progettata dall'architetto Cesare Scoccimarro, la Casa del Mutilato sorge in prossimità del Monumento ai Caduti dei giardini di piazzale Ellero, realizzato da Aurelio Mistruzzi, creando un'area monumentale dedicata alla memoria delle vittime della prima guerra mondiale e all'eroismo dei soldati italiani.  
Nonostante un progetto di demolizione avanzato durante il boom economico degli anni '60, l’edificio è stato salvato grazie all’intervento della comunità locale e al riconoscimento del suo valore storico e artistico.
Nel 2015 l'edificio ha richiesto interventi per mettere in sicurezza la citazione situata sulla fronte dell'edificio. Alcuni dei caratteri in marmo risultavano parzialmente staccati e pericolanti, rappresentando un rischio per i passanti. I tecnici del comune hanno disposto un intervento e nel corso dell'anno successivo sono stati predisposti ponteggi per il restauro completo dell'intera inscrizione.
Nel 2023 il Comune di Pordenone ha manifestato interesse per l’acquisto della struttura, con l’obiettivo di restaurarla e destinarla ad uso museale.
Il 27 maggio 2024 il ministro Gennaro Sangiuliano ha visitato la Casa del Mutilato nel corso di una visita a Pordenone, ed ha annunciato l'intenzione del Ministero della Cultura di acquisire l'edificio per destinarlo a spazi espositivi e culturali. La visita ha incluso un incontro con le autorità locali e rappresentanti dell’ANMIG per discutere i dettagli dell'operazione e future destinazioni d'uso. Il progetto prevede un investimento complessivo di circa 2,5 milioni di euro, comprendendo l'acquisto e il restauro dell'immobile, con l'obiettivo di trasformarlo in uno spazio espositivo.
Ad oggi, l'edificio è raramente utilizzato. È ancora di proprietà della sezione locale dell’ANMIG, che ne cura la gestione e la manutenzione.

## Architettura

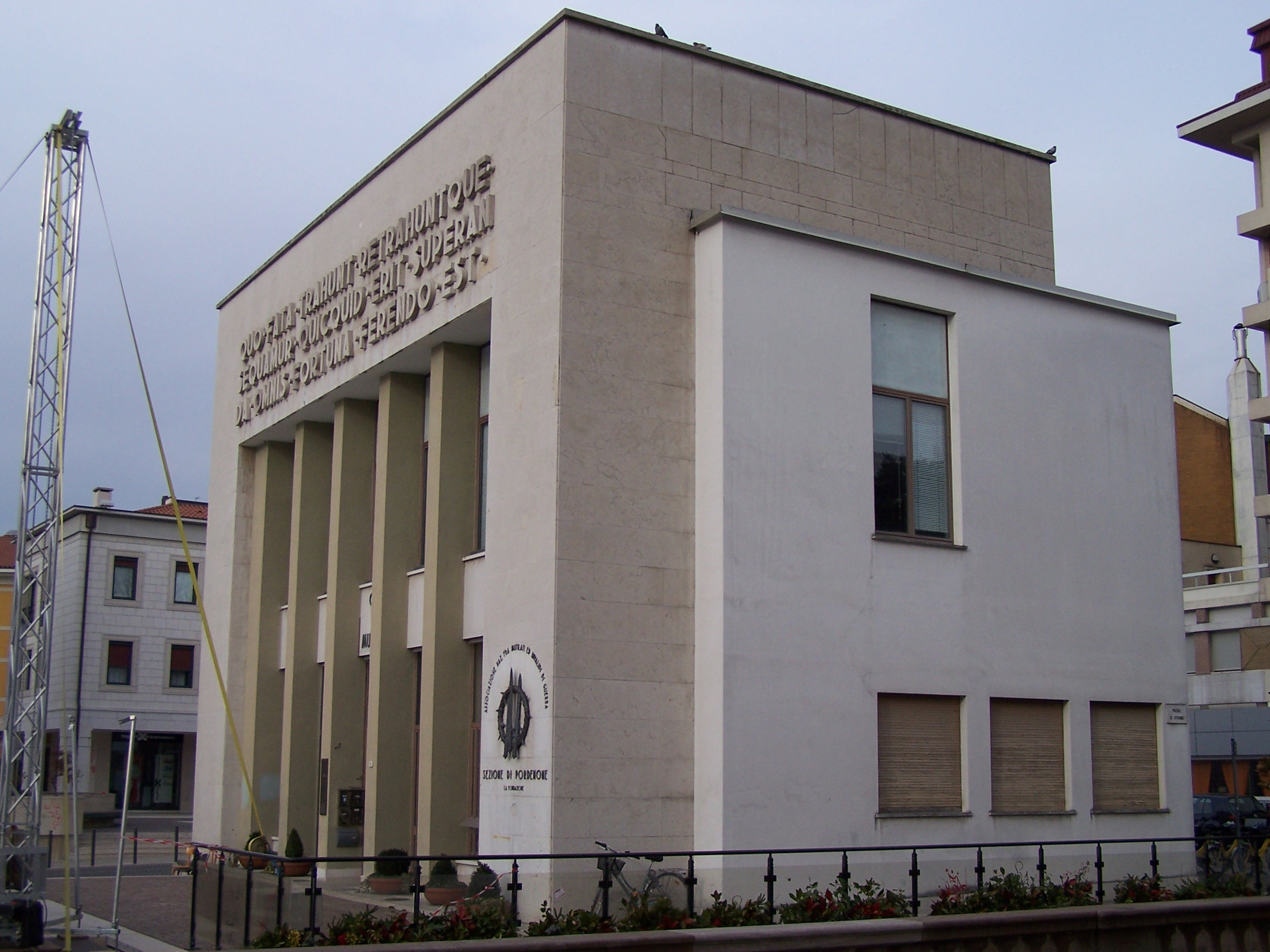

La Casa del Mutilato presenta un’architettura sobria ma solenne, tipica dello stile razionalista degli anni '30. L'edificio presenta una struttura tripartita composta da un atrio d'ingresso, una grande scala monumentale a vista in asse con la composizione, ed un ampio salone al secondo piano, capace di ospitare fino a 500 persone. La facciata principale, rivestita originariamente in marmo verde delle Alpi, è caratterizzata da un fronte meno esteso rispetto al corpo principale dell'edificio, creando un contrasto tra il prospetto monumentale e il volume semplificato retrostante.

### L'iscrizione in latino
Sulla facciata dell’edificio è incisa a caratteri cubitali una citazione tratta dal quinto libro dell'Eneide di Virgilio, che riflette lo spirito di resilienza enfatizzato dal regime fascista:
(Publio Virgilio Marone, Aeneis, V, 709-710.)
La citazione è composta da caratteri in marmo alti circa 45 centimetri, spessi 10 centimetri e pesanti mezzo chilo ciascuno, collocati a un’altezza di circa 10 metri.